# Mai Nakahara
Pour les articles homonymes, voir Nakahara.
Mai Nakahara (中原 麻衣, Nakahara Mai), née le  23 février 1981, est une seiyū et une chanteuse japonaise.

## Rôles notables
- Akagi dans Azur Lane
- Akagi dans Gothic wa Mahou Otome (collaboration)
- Akiko Ogasawara dans Taishō Yakyū Musume
- Aono Morimiya dans Sola (série)
- Ayano Tateyama dans Mekaku City Actors
- Beppo dans Gankutsuou
- Chitose Midori dans Amaenaide yo!! et Amaenaideyo!! Katsu!!
- Chisa Yukizome dans Danganronpa 3 side Futur et Despair
- Eremiya, Marisa et Sanaki dans Fire Emblem Heroes
- Hatsune Otonashi dans Angel Beats!
- Hazuki Kakio dans Mouse
- Jubia Lokser dans Fairy Tail
- Karin Hanazono / Kujyou dans Kamichama Karin
- Maia Mizuki dans Daphne in the brilliant blue
- Mai Tokiha dans Mai-HiME et Mai-Otome
- May Wong dans Kaleido Star
- Meimei dans Beyblade Metal|Metal Fight Beyblade
- Midori Kasugano dans Midori days
- Miina Miyafuji  dans Onegai Twins
- Miu dans DearS
- Nagisa Aoi dans Strawberry Panic!
- Nagisa Furukawa dans Clannad, Clannad After Story
- Nakoruru dans Samurai Shodown (depuis 2011)
- Nanami Yasuri dans Katanagatari
- Noi Kasahara dans Yamato nadeshiko shichi henge
- Nora Arendt dans Spice and Wolf
- Léna dans .hack//tasogare no udewa no densetsu
- Pai dans World's End Club
- Rena Ryūgū dans Higurashi no naku koro ni
- Reimu Hakurei dans Touhou Musou Kakyou
- Ritsuko Akizuki dans iDOLM@STER: XENOGLOSSIA
- Sernia Iori Flameheart dans Ladies versus Butlers!
- Teana Lanster, Laguna Granscenic et Megane Alpine dans Magical Girl Lyrical Nanoha StrikerS
- Yggdra dans Yggdra Union
- Yuzuha dans Utawareru mono
- Zakuro dans Otome Youkai Zakuro

## Discographie

### Singles
- 2004 : Romance
- 2005 : Etude
- 2006 : Futaribocchi / Monochrome
- 2007 : ANEMONE
- 2009 : Sweet Madrigal
- 2010 : My starry boy (Ladies versus Butlers!, ending)
- 2012 : Photo Kano Character Song vol.2 Aki Muroto

### Albums
- 2004 : Homework (mini album)
- 2005 : Mini Theater
- 2006 : Fantasia (mini album)
- 2008 : Metronome Egg
- 2010 : Suisei Script